# Bệnh viện Hỏa Thần Sơn

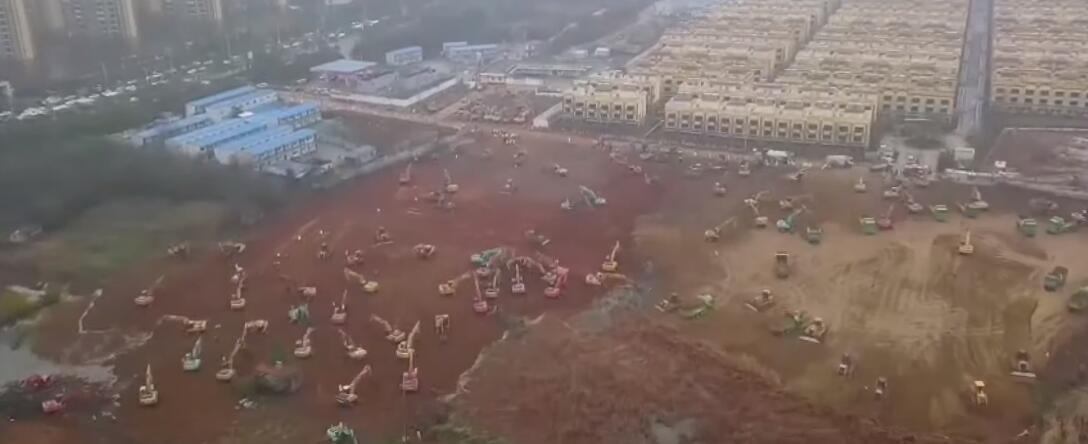
Công trường xây dựng Bệnh viện Hỏa Thần Sơn

Bệnh viện Hỏa Thần Sơn (tiếng Trung: 火神山医院; Hán-Việt: Hỏa Thần Sơn Y Viện) là một bệnh viện chuyên khoa cấp cứu hiện đang được xây dựng tại Trung Quốc để đối phó với nạn dịch viêm phổi vi rút corona 2019-2020. Công việc xây dựng được bắt đầu vào tối ngày 23 tháng 1 năm 2020 và đi vào hoạt động vào ngày 3 tháng 2 năm 2020. Khu đất xây dựng tọa lạc tại quận Thái Điện, thành phố Vũ Hán, tỉnh Hồ Bắc.
Bệnh viện Hỏa Thần Sơn ứng dụng mô hình Bệnh viện Tiểu Thang Sơn được xây dựng ở ngoại ô Bắc Kinh trong sáu ngày hồi xảy ra đại dịch SARS năm 2003. Một bệnh viện thứ hai mang tên Lôi Thần Sơn cũng đã khởi công với mục đích và mô hình tương tự và dự kiến đi vào hoạt động vào ngày 6 tháng 2 năm 2020.
 Những bệnh viện này tuy được đề cập là bệnh viện dã chiến nhưng lại được thiết kế kiên cố, chúng sẽ nằm dưới sự quản lý toàn diện của Quân đội Giải phóng Nhân dân Trung Quốc sau khi thi công xong.

## Tên gọi
Theo một cách lý giải, tên gọi "Hỏa Thần Sơn" có liên quan tới nguyên tố "hỏa" (lửa) trong thuyết ngũ hành của Trung Quốc. Trong mối quan hệ tương khắc thì hỏa khắc kim (lửa có thể nung nóng, làm tan chảy kim loại). Bên cạnh đó, theo đông y, phổi là cơ quan cũng mang yếu tố kim. Do đó, tên gọi "Hỏa Thần Sơn" ngụ ý rằng lửa sẽ tiêu diệt được chủng virus corona mới đang tấn công phổi.

## Hình ảnh

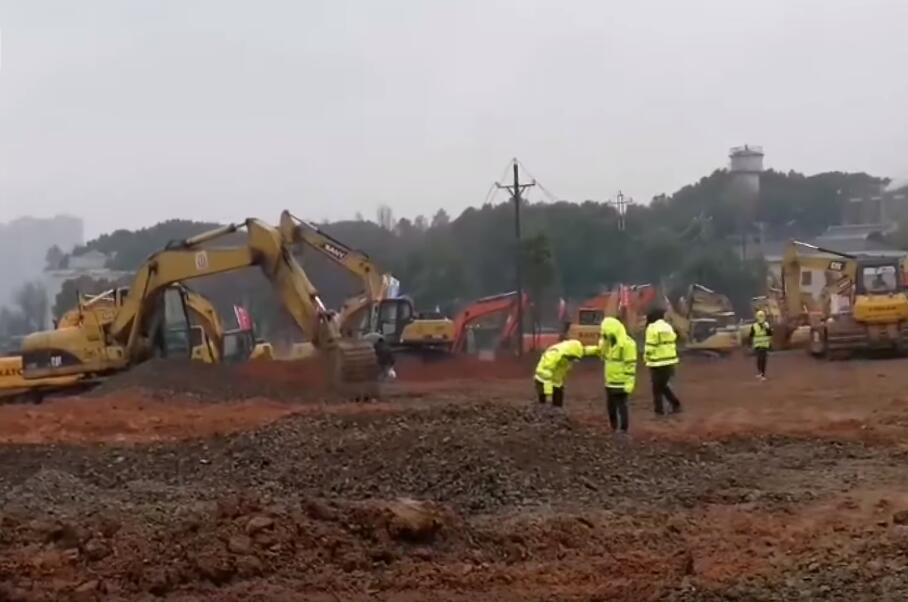

- Tập tin:Tập